# Jewell Marceau

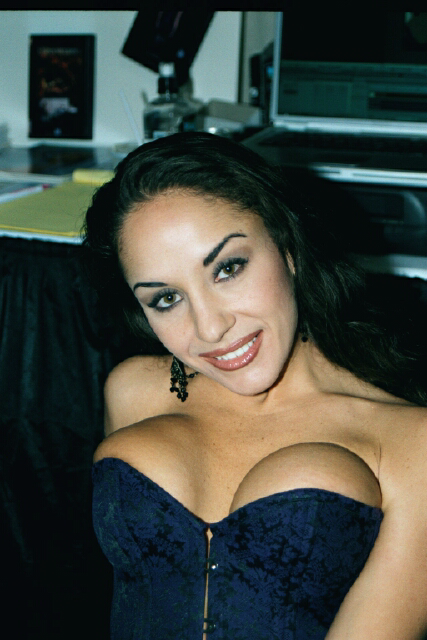
Jewell Marceau (2002)

Jennifer Jo Smith, auch bekannt unter dem Pseudonym Jewell Marceau (* 12. April 1975 in Virginia Beach, Virginia) ist ein US-amerikanisches Fetisch- und Aktmodel, Pornodarstellerin und Regisseurin.

## Karriere
Jewell Marceau begann 1995 im Alter von 20 Jahren ihre Karriere. Sie hat laut IAFD in über 200 Filmen mitgespielt. Dabei handelt es sich laut IAFD meist nicht um pornografisches Mitwirken, sondern um Szenen und Filme ohne explizite Darstellungen von Geschlechtsakten („NonSex“). Mit dem Betreiben ihrer eigenen Webseite seit dem Jahr 2000 war sie als eines der ersten Fetisch- beziehungsweise Bondagemodels im Internet vertreten. Sie ist besonders im Bondage-Genre aktiv, was auch zum Gewinn des SIGNY-Awards, als Best Bondage Model 2005 führte. Sie hat mindestens 40 Filme als Regisseurin gedreht u. a.: Jewell's Progression und Facets of Jewell. 2003 wurde bekannt, dass sie das BDSM-Model Paige White wegen Fahrlässigkeit verklagte und im Anschluss ein Schmerzensgeld erhielt.
Im Jahr 2007 konnte sie durch ihre Mitarbeit in dem Film Fashionistas Safado einen AVN Award in der Kategorie Best Group Sex Scene gewinnen.
Sie besitzt eine eigene Produktionsfirma namens The Crowned Jewell Productions, über die mehr als 125 DVD-Titel veröffentlicht wurden.

## Filmografie (Auswahl)
- 2000 & 2001: Pussyman’s Decadent Divas 9 & 15
- 2001: The Fairest of Them All
- 2002: Snowbound
- 2003: Girl/Girl Bondage 2
- 2004: Girl Gangbound 2
- 2005: She’s Trapped in Tape!
- 2006: Fashionistas Safado: The Challenge
- 2007: My Space 3: Bound
- 2008: My Space 5: MILF Bound
- 2009: Wanna Fuck My Wife Gotta Fuck Me Too

## Auszeichnungen & Nominierungen
- 2004: SIGNY award second-place – Best Bondage Model
- 2005: SIGNY award first-place – Best Bondage Model
- 2007: AVN Award – Preis in der Kategorie: Best Group Sex Scene - Fashionistas Safado